# Relations entre la Roumanie et la Syrie
Les relations entre la Roumanie et la Syrie sont les relations internationales entre la Roumanie et la Syrie. La Roumanie dispose d'une ambassade à Damas (qu'elle n'a pas fermée pendant la guerre), et la Syrie d'une ambassade à Bucarest.